# Sailom Adi
Sailom Adi (สายลม อาดี; distretto di Ban Phai, 7 luglio 1986) è un pugile thailandese.

## Palmarès
- Campionati asiatici

Ammann 2013: argento nei pesi leggeri.
- Giochi del Sud-est asiatico

Thailandia 2007: bronzo nei pesi gallo.
Vientiane 2009: bronzo nei pesi gallo.
Palembang 2011: oro nei pesi superleggeri.
Singapore 2015: oro nei pesi superleggeri.